# Gensac (Gironde)
Pour les articles homonymes, voir Gensac.
Gensac est une commune du Sud-Ouest de la France, située dans le département de la Gironde (région Nouvelle-Aquitaine).
Ses habitants sont appelés les Gensacais et les Gensacaises.

## Géographie

### Localisation
Gensac est un village situé en Gironde, sur les coteaux de la Dordogne (le fleuve), à mi-chemin de Castillon-la-Bataille et de Sainte-Foy-la-Grande, c'est-à-dire aux confins est du vignoble de l'Entre-deux-Mers (région viticole de l'est bordelais) et de celui produisant le sainte-foy-côtes-de-bordeaux (l'ancienne appellation sainte-foy-bordeaux).

### Communes limitrophes
Les communes limitrophes sont  Coubeyrac, Juillac, Massugas, Pessac-sur-Dordogne, Saint-Quentin-de-Caplong et Sainte-Radegonde.
| Juillac          | Pessac-sur-Dordogne |                          |
| Sainte-Radegonde | Gensac              | Saint-Quentin-de-Caplong |
| Coubeyrac        | Massugas            |                          |

### Hydrographie
La commune est bordée par deux rivières : la Durèze à l'ouest, la Soulège à l'est.

### Climat
Pour des articles plus généraux, voir Climat de la Nouvelle-Aquitaine et Climat de la Gironde.
Historiquement, la commune est exposée à un climat océanique aquitain.  
En 2020, Météo-France publie une typologie des climats de la France métropolitaine dans laquelle la commune est exposée à un climat océanique et est dans la région climatique  Aquitaine, Gascogne, caractérisée par une pluviométrie abondante au printemps, modérée en automne, un faible ensoleillement au printemps, un été chaud (19,5 °C), des vents faibles, des brouillards fréquents en automne et en hiver et des orages fréquents en été (15 à 20 jours).
Pour la période 1971-2000, la température annuelle moyenne est de 12,6 °C, avec une amplitude thermique annuelle de 14,7 °C. Le cumul annuel moyen de précipitations est de 796 mm, avec 10,6 jours de précipitations en janvier et 6,2 jours en juillet. Pour la période 1991-2020, la température moyenne annuelle observée sur la station météorologique la plus proche, située sur la commune de Port-Sainte-Foy-et-Ponchapt à 12 km à vol d'oiseau, est de 13,8 °C et le cumul annuel moyen de précipitations est de 809,4 mm,. Pour l'avenir, les paramètres climatiques de la commune estimés pour 2050 selon différents scénarios d’émission de gaz à effet de serre sont consultables sur un site dédié publié par Météo-France en novembre 2022.

## Urbanisme

### Typologie
Au 1er janvier 2024, Gensac est catégorisée commune rurale à habitat dispersé, selon la nouvelle grille communale de densité à sept niveaux définie par l'Insee en 2022.
Elle est située hors unité urbaine et hors attraction des villes,.

### Occupation des sols

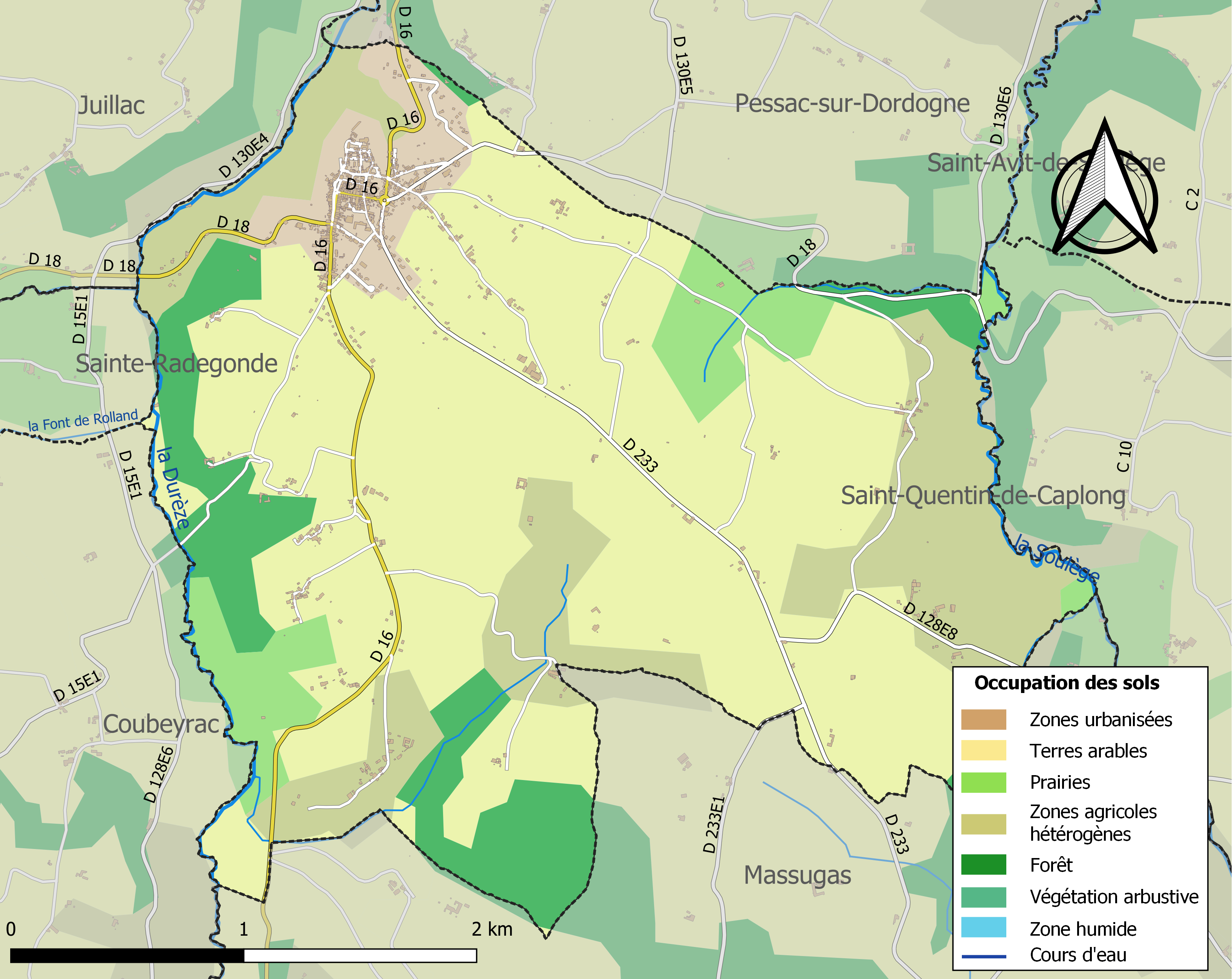
Carte des infrastructures et de l'occupation des sols de la commune en 2018 (CLC).

L'occupation des sols de la commune, telle qu'elle ressort de la base de données européenne d’occupation biophysique des sols Corine Land Cover (CLC), est marquée par l'importance des territoires agricoles (83,6 % en 2018), en diminution par rapport à 1990 (86,5 %). La répartition détaillée en 2018 est la suivante : 
cultures permanentes (56,6 %), zones agricoles hétérogènes (19,3 %), forêts (11 %), prairies (6,2 %), zones urbanisées (5,4 %), terres arables (1,5 %). L'évolution de l’occupation des sols de la commune et de ses infrastructures peut être observée sur les différentes représentations cartographiques du territoire : la carte de Cassini (XVIIIe siècle), la carte d'état-major (1820-1866) et les cartes ou photos aériennes de l'IGN pour la période actuelle (1950 à aujourd'hui).

### Lieux-dits et écarts
Le Bédat, le Casseblanc, Combe, le Gabach, Galouchey, Gantelait, le Goge, Goupin, Grangeneuve, Grattecap, la Guille, Jaure, Jouan, Manguine, Margot, Millet, le Moulin de Matras, le Moulin de Maugarny, Moustet, la Peyre, le Pigeonnier, Rocanguille, Savoye, la Tuilerie, Valens, Vignes de Matras, le Vivey.
Claribès, qui était une paroisse annexe de Gensac, comprenait les hameaux de Bois de Guerre, le Bourguignon, la Fortonie, le Fouilloux, Garguille, Jean-Faure, Maroy, le Mayne, Pinotte, Rouaud, Verdays.
À Valens, on peut encore voir quatre tours, vestiges d'un château, dont Léo Drouyn a fait le dessin en 1860.
Carte IGN 1737 ouest = Monségur

### Risques majeurs
Le territoire de la commune de Gensac est vulnérable à différents aléas naturels : météorologiques (tempête, orage, neige, grand froid, canicule ou sécheresse), inondations, mouvements de terrains et séisme (sismicité très faible). Il est également exposé à un risque technologique, la rupture d'un barrage. Un site publié par le BRGM permet d'évaluer simplement et rapidement les risques d'un bien localisé soit par son adresse soit par le numéro de sa parcelle.

#### Risques naturels
La commune a été reconnue en état de catastrophe naturelle au titre des dommages causés par les inondations et coulées de boue survenues en 1982, 1999 et 2009,.
Les mouvements de terrains susceptibles de se produire sur la commune sont des éboulements, chutes de pierres et de blocs.

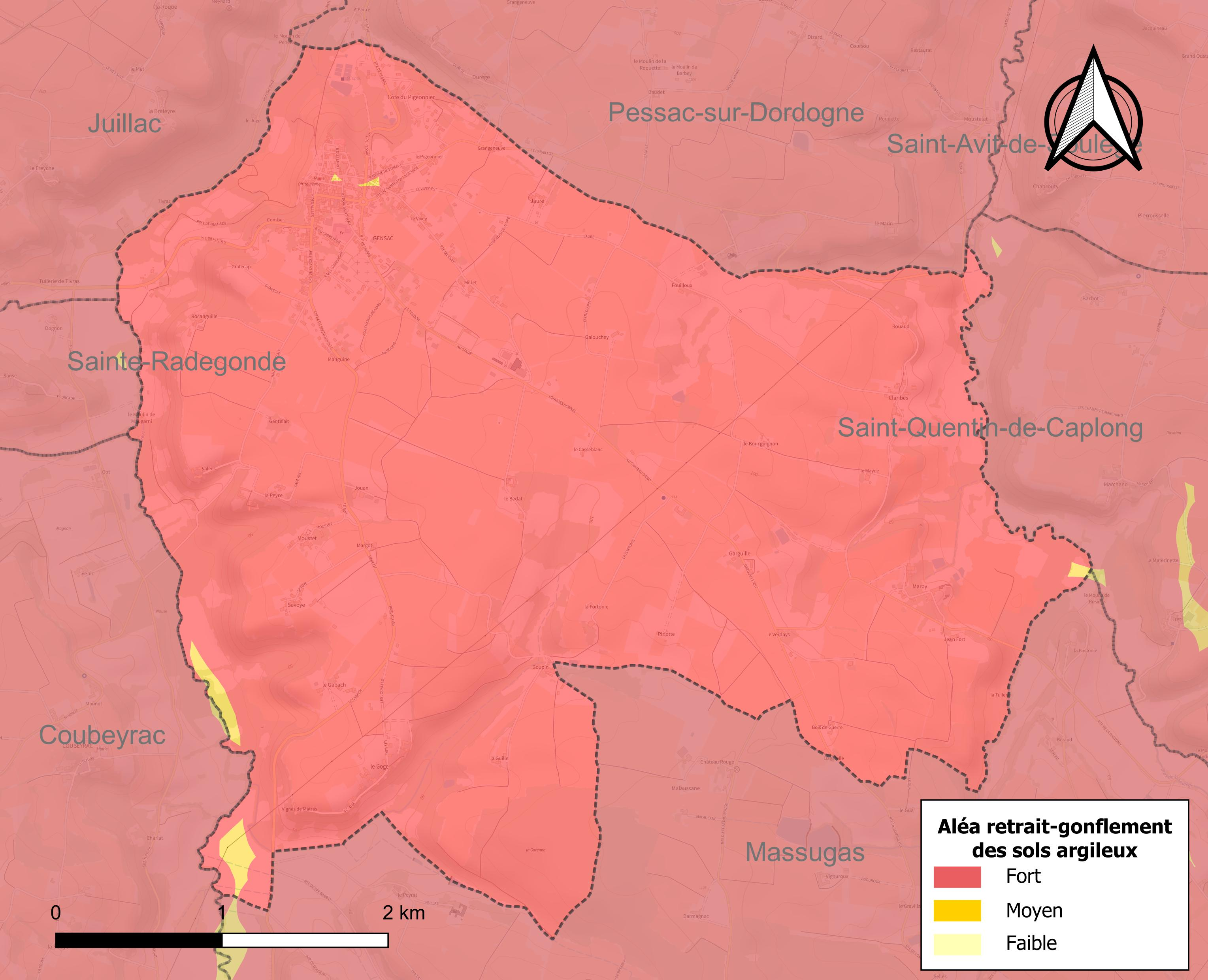
Carte des zones d'aléa retrait-gonflement des sols argileux de Gensac.

Le retrait-gonflement des sols argileux est susceptible d'engendrer des dommages importants aux bâtiments en cas d’alternance de périodes de sécheresse et de pluie. La totalité de la commune est en aléa moyen ou fort (67,4 % au niveau départemental et 48,5 % au niveau national). Sur les 470 bâtiments dénombrés sur la commune en 2019, 470 sont en aléa moyen ou fort, soit 100 %, à comparer aux 84 % au niveau départemental et 54 % au niveau national. Une cartographie de l'exposition du territoire national au retrait gonflement des sols argileux est disponible sur le site du BRGM,.
Par ailleurs, afin de mieux appréhender le risque d’affaissement de terrain, l'inventaire national des cavités souterraines permet de localiser celles situées sur la commune.
Concernant les mouvements de terrains, la commune a été reconnue en état de catastrophe naturelle au titre des dommages causés par la sécheresse en 2017 et par des mouvements de terrain en 1999.

#### Risques technologiques
La commune est en outre située en aval du  barrage de Bort-les-Orgues, un ouvrage sur la Dordogne de classe A soumis à PPI, disposant d'une retenue de 477 millions de mètres cubes. À ce titre elle est susceptible d’être touchée par l’onde de submersion consécutive à la rupture de cet ouvrage.

## Toponymie
Le nom de la localité est attesté sous la forme Genzago XIe siècle.
Il s'agit d'un nom de ferme gauloise ou de domaine gallo-romain en -acum (qui explique la terminaison -ac dans le midi et en Bretagne) désignant le lieu ou la propriété, précédé d'un anthroponyme latin, sans doute Gentius.
Selon une étymologie savante créée par des érudits bons latinistes, l'origine du nom Gensac serait dans la devise du village : Gens acutat tenet, que l'on peut traduire par « les gens qui résistent », « les gens qui ont du courage ». Elle a été forgée à partir du nom Gensac et non pas l'inverse. En gascon, la langue vernaculaire, ce serait Gens aguts qué s'tiénent.

## Histoire
- Si vous ne connaissez pas le sujet, laissez ce bandeau (vous pouvez alors contacter les auteurs).
- Si vous supprimez le contenu mis en cause (vous pouvez préalablement contacter les auteurs),

argumentez précisément cette suppression dans la page de discussion
(un manque de référence n'est pas un argument ; une recherche réelle de référence doit avoir été effectuée, être formellement documentée).

### Préhistoire
Il n'y a pas trace d'habitat préhistorique sur la commune de Gensac. Le climat et la géographie étaient différents d'aujourd'hui et le plateau gensacais ne se prêtait pas à un habitat de longue durée. Les archives historiques du département de la Gironde parlent de perles d'ambre trouvées au XIXe siècle vers le tumulus de Roc anguille. Item, des locaux parlent d'outils néolithiques découverts lors de l'agrandissement de la cave vinicole. Mais aucune vraie implantation. Il s'agit sans doute de camps temporaires de chasseurs, venus des bords de la Dordogne pour une partie de chasse sur le plateau gensacais. Les hommes du Néolithique étant pragmatiques, leurs établissements étaient plutôt situés près de la rivière...

### Antiquité
Dans l'Antiquité celte puis gallo-romaine, le site de Gensac ne laisse pas de trace. Sans doute quelques fermes sont-elles sur le plateau, mais l'essentiel de l'activité économique se trouve dans la vallée de la Dordogne, avec la villa gallo-romaine de Montcaret et celles proches de Castillon-la-Bataille et de Saint-Émilion. Des traces d'une villa ont été découvertes au cours de la restauration de l'église de Pessac sur Dordogne, autrefois Pessac de Gensac.

### Moyen Âge
C'est au Moyen Âge que Gensac se développe vraiment. Aliénor ayant amené l'Aquitaine dans le giron anglais, la vallée de la Dordogne est peu à peu fortifiée.
Gensac passe à la Maison d'Albret en 1324 par l'intermédiaire de Mathe d'Albret, épouse du seigneur de Gensac Élie Rudel de Bergerac. Par un montage complexe, elle se fait remettre cette seigneurie, en même temps que celles de Castelmoron et de Miremont (lieu probablement situé dans la seigneurie de Gensac), par son mari. À la mort de Mathe en 1338, ces seigneuries sont intégrées aux terres des Albret.
Mathe d'Albret cède au sénéchal de Gascogne Olivier de Joglan (agissant pour le compte du roi d'Angleterre) les châteaux et places de Bragerac, avec tous les lieux et places quy jadis feurent au seigneur de Bragerac, en la diocèse de Toulouse, aussy la ville de Montignac avec ses appartenances, Gensac, Monhurt et autres places, à condition que ladicte dame recevroit les fruits desdicts lieux et places... (Archives départementales de la Gironde, côte C7 (368 - LIII)). La plupart des châteaux forts et maisons fortes datent de cette époque.
Le vieux Gensac médiéval est bâti sur un rocher en forme d'étrave de bateau. Il faut faire un effort d'imagination car il n'en reste pratiquement rien ; seul un morceau de muraille, près de l'église Notre-Dame, rappelle la place forte d'antan, qui surveillait la vallée de la Dordogne et la vallée de la Durèze (petite rivière locale). La ville de Gensac sera anglaise jusqu'à la bataille de Castillon en 1453 et la fin de la guerre de Cent Ans. En 1473, le roi Louis XI donne (par lettres patantes) au sire d'Albret la terre de Saincte Bazeille, Gensac et Montcuq, Langoyran, Blasimont et Pellegrue (Archives départementales, côte X11 (368 - CIII)).
La citadelle est toute petite. Sur le promontoire, un château est construit avec deux tours et une muraille en pierres de taille qui ceint ce qui correspond aujourd'hui au vieux village. Un fossé est creusé dans le roc et on entre dans la citadelle par un pont-levis flanqué de deux tours. Une garnison est entretenue par les sénéchaux de Castelmoron d'Albret avec sergents à pied et cavaliers (les anciennes écuries ont été creusées dans le roc et forment aujourd'hui une grande salle voûtée chez un particulier). Une église en bois est construite sur le rempart ; elle brûlera plusieurs fois (pure élucubration!) (l'église actuelle en pierres date du XIXe siècle qui a remplacé une église en pierre, menaçant ruine au XIXe s.). La légende (mais ce n'est qu'une légende) parle de souterrains. Certes il y a des caves creusées dans le roc, mais aucune recherche n'a permis de trouver des souterrains évidés au-delà de quelques mètres. Le reste du village est en dehors des murs ; il s'agit de fermes groupées en hameaux. A Pessac de Gensac (actuel Pessac-sur-Dordogne), un gué l'été, un bac l'hiver, permettent de franchir la Dordogne à l'endroit du pont actuel.
Sur les coteaux, une série de châteaux ou de maisons-fortes, datant du XIVe siècle, surveillent l'ennemi français : tour de Bellevue, Montbreton, tour de Beaupoil. Un souterrain est avéré entre Montbreton et Bellevue. Il semble que la tour de Bellevue ait été une défense avancée du château de Montbreton et que ce souterrain, série de grottes aménagées en enfilades, ait servi de réserves et de passage pour des troupes à pied. Au XIVe siècle encore, à Pessac, au bord de la Dordogne, le manoir de la Bernède est construit pour servir de péage et de protection pour les troupes anglaises. De même, au XVe siècle, le château de Vidasse est bâti pour protéger le bac et le gué.

### La Réforme
Au cours du XVIIe puis du XVIIIe siècle, la Réforme protestante séduit beaucoup de nobles gascons. La plus grande partie de la population suit son seigneur. Le protestantisme croît. Dans les juridictions de Gensac et Sainte-Foy la Grande, une communauté protestante importante se développe. La construction de temples se généralise. Calvin serait venu prêcher à Gensac, mais ce qu'on présente comme la chaire de Calvin n'existait pas encore.
Les guerres de Religion à Gensac
1559 : construction du temple de Gensac.
1560 : coup de main entre protestants et catholiques.
1575 : premier siège de Gensac dirigé par Blaise de Montluc, le faubourg tombe aux mains de l’armée catholique ; la ville n’est pas prise, mais capitule.
1622 : second siège de Gensac, lors de l’assaut, Montferrand est tué ; les assiégeants se retirent sans avoir pu prendre la ville mais ils incendient le faubourg qui est détruit ; à la même période, combats entre Gensac et Pessac, 200 réformés sont tués.
1685 : destruction du temple de Gensac.
Sources : 15e colloque (CLEM) & SHPVD.

### De Henri IV à Louis XVI
Revenu sous la coupe des rois de France, Gensac reste ville militaire jusqu'à la Révolution. Les rois y entretiennent une garnison dans le château. Le seigneur de Gensac réside au château de Montbreton (actuellement sur la commune de Pessac-sur-Dordogne). Lorsqu'un messager arrive ou un fait important se produit, des fanions et drapeaux sont hissés sur la tour proche de l'église Notre-Dame. On les voit depuis Montbreton et le seigneur de Gensac décide ou non de se déplacer.
Une compagnie de cavaliers gascons réside en permanence dans la citadelle. Les archives du Parlement de Bordeaux relatent que, sous Louis XIII, des cadets de Cadillac s'offrirent une sortie à Bordeaux pour aller voir les ribaudes des mauvais quartiers. Ils n'allèrent pas plus loin que le péage de la Bastide (une des entrées de la ville de Bordeaux). Ayant déjà bien bu en route, ils refusèrent de payer le droit de passage et massacrèrent deux ou trois gardes. Une course poursuite s'ensuivit qui, en une nuit, leur fit faire plus de 45 kilomètres, et les vit se réfugier à Gensac. Ils étaient hors de la juridiction du Parlement de Bordeaux. Malgré toutes les demandes de celui-ci, le Duc d'Épernon (dont dépendait la place de Gensac) refusa de les livrer à la justice bordelaise. On n'a pas de trace de la décision du duc à leur encontre. Mais comme ses relations avec le Parlement de Bordeaux étaient assez tendues à cette époque, nul doute qu'il fut clément.
Les moulins à eau, à vent ainsi que les moulins-bateaux sur la Dordogne (moulinasses) connaissent un grand développement du XVIe au XVIIIe siècle. C'est la preuve que le pays prospère et que l'agriculture se développe. On abat les forêts, on fait progresser l'élevage et la production de céréales. Les bourgs de Castillon et de Sainte-Foy grossissent et n'ont plus la capacité de s'auto-suffire en denrées alimentaires. Les campagnes alentour deviennent productrices. La Dordogne sert de route commerciale avec les gabares. La carte de Cassini (terminée sous Louis XV) montre 15 moulins à eau et plus de 30 moulins à vent dans le pays gensacais. Quelques moulins bateaux sur la Dordogne complètent la panoplie. Une telle profusion pour un petit village montre sa dynamique économique à cette période.
Au cours du règne de Louis XV, la citadelle et le château commencent à être démantelés. À la Révolution française, le château a complètement disparu. Les grands conflits n'étant plus dans le sud-ouest, il devient inutile de conserver une garnison (même restreinte) à Gensac. Les pierres issues des remparts et du château serviront à construire les maisons neuves du village qui s'agrandit au-delà des fossés : hôtel de ville, les Allées, le quartier de la Grand-Rue, mais aussi nombre de fermes alentour où l'on retrouve des cheminées, des fenêtres, des salles récupérées au château.

### Les Temps modernes
En 1789, les Gensacais participent à l'élaboration d'un cahier de doléances qui est collecté à Libourne le 11 mars pour toute la sénéchaussée. Une garde nationale est créée en 1790 : hiver rigoureux, pénurie de denrées, disette de 1789 poussent les habitants à former un corps de gardes nationaux pour assurer la libre circulation du blé et des aliments de première nécessité. Cette garde locale n'empêchera pas le détournement des denrées et une disette les années suivantes.
En septembre 1793, le conseil général de Gensac sensiblement affligé de l'état de détresse où se trouvent les citoyens de Bordeaux, relativement aux subsistances et voulant leur donner une preuve non équivoque de son attachement et de sa reconnaissance,  offre une quantité importante de grains qui sera transporté par bateau jusqu'à Bordeaux.  (Max Bonaval ; Histoire de la commune de Gensac pp 16 et 17). 
Jusqu'au Directoire (octobre 1795), la population souffre de disette et les élus locaux ont du mal à pourvoir aux besoins.
Au début de l'Empire, les maires issus de la Révolution sont démissionnés en masse. De nouveaux Maires sont élus, plus favorables à l'empereur. Gensac n'y coupe pas et c'est Pierre Martel aîné qui est élu. Le 3 août 1807, un événement important se produit avec la partition de la commune : Pessac-de-Gensac (ancienne paroisse, annexe de Gensac) devient une commune à part entière sous le nouveau nom de Pessac-sur-Dordogne.
Du Premier Empire au Second Empire, en passant par la Restauration, les Gensacais suivent le mouvement et sont tour à tour pour l'empereur, puis royalistes puis pour le nouvel empereur.
L'église Notre-Dame est reconstruite en pierres entre 1867 et 1878.
 Toutes les informations de ce chapitre sont tirées de : Histoire de la Commune de Gensac, Max Bonaval, édité à compte d'auteur en 1986[source insuffisante] 

### XXesiècle
Les minutes de la Société archéologique de Bordeaux de 1905 (Société Archéologique de Bordeaux, tome 27) relatent la découverte d'un trésor par le sieur Alphonse Faux, cantonnier à Gensac. En 1904, fouillant le sol des anciennes écuries, A. Faux découvre 555 doubles tournois en cuivre. Nettoyées, les pièces encore en bon état montrent des dates allant de 1619 à 1643. Louis XIII étant mort en 1643, ce serait donc lors de la dernière année de son règne, ou tout au commencement du règne de Louis XIV que ce trésor aurait été caché sous terre.
La Première Guerre mondiale prendra 43 enfants à la population gensacaise.
Pendant la Seconde Guerre mondiale, la ligne de démarcation passait un peu au nord de Gensac. Le village était en zone libre jusqu'en novembre 1942.

## Politique et administration

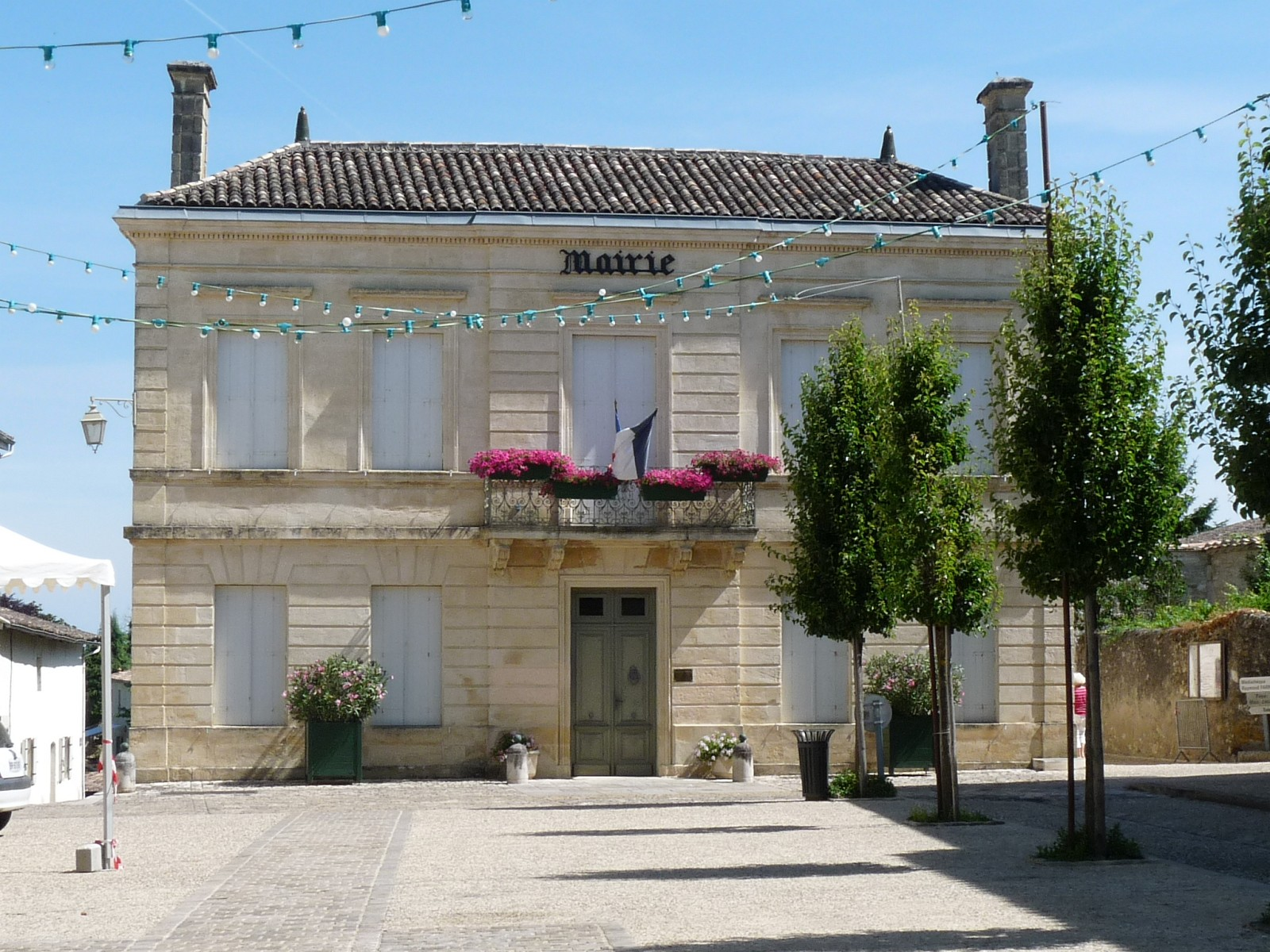
La mairie.

| Période                                  | Période  | Identité                               | Étiquette | Qualité                    |
| ---------------------------------------- | -------- | -------------------------------------- | --------- | -------------------------- |
| 1791                                     | 1792     | Lachaud                                | -         | -                          |
| 1792                                     | 1801     | Lajonie-Lapeyre                        | -         | -                          |
| 1801                                     | -        | Jean-Paul Durand                       | -         | -                          |
| 1806                                     | -        | Pierre Martel (aîné)                   | -         | -                          |
| 1815                                     | -        | Durand (aîné)                          | -         | -                          |
| 1815                                     | -        | Pierre Martel (aîné)                   | -         | -                          |
| 1826                                     | -        | Charles Emmanuel de Puch de Montbreton | -         | -                          |
| 1830                                     | -        | Jean Sudre                             | -         | -                          |
| 1832                                     | -        | Pierre Martel (aîné)                   | -         | -                          |
| 1835                                     | -        | Jean Durand des Granges                | -         | -                          |
| 1840                                     | -        | Saint-Jean Lestage                     | -         | -                          |
| 1848                                     | -        | Pierre Sudre                           | -         | -                          |
| 1849                                     | -        | Ibos                                   | -         | -                          |
| 1852                                     | -        | Verdier (aîné)                         | -         | -                          |
| 1870                                     | -        | Fouignet (père)                        | -         | -                          |
| 1874                                     | -        | Bonnamy                                | -         | -                          |
| 1876                                     | -        | Fouignet (père)                        | -         | -                          |
| 1877                                     | -        | Deynaud                                | -         | -                          |
| 1878                                     | -        | Fouignet (père)                        | -         | -                          |
| 1878                                     | -        | Jean-Jacques Lajonie                   | -         | -                          |
| 1904                                     | -        | Louis Coustou                          | -         | -                          |
| 1925                                     | -        | Pierre Paris                           | -         | -                          |
| 1945                                     | -        | André Coustou                          | -         | -                          |
| 1946                                     | -        | Paul Auzerie                           | -         | -                          |
| 1959                                     | -        | Marc Lacour                            | -         | -                          |
| 1983                                     | -        | Raymond David                          | -         | -                          |
| 1995                                     | -        | Roger Taillard                         | -         | -                          |
| 1995                                     | 2010     | Raymond Farré                          | PS        | retraité, décédé en 2010   |
| 2010                                     | 2014     | Claude Brel                            |           |                            |
| 2014                                     | En cours | Patrice Pauletto                       |           | retraité de l'enseignement |
| Les données manquantes sont à compléter. |          |                                        |           |                            |

## Démographie
L'évolution du nombre d'habitants est connue à travers les recensements de la population effectués dans la commune depuis 1793. Pour les communes de moins de 10 000 habitants, une enquête de recensement portant sur toute la population est réalisée tous les cinq ans, les populations de référence des années intermédiaires étant quant à elles estimées par interpolation ou extrapolation. Pour la commune, le premier recensement exhaustif entrant dans le cadre du nouveau dispositif a été réalisé en 2004.

En 2022, la commune comptait 679 habitants, en évolution de −15,12 % par rapport à 2016 (Gironde : +6,91 %, France hors Mayotte : +2,11 %).
| 1793  | 1800  | 1806  | 1821  | 1831  | 1836  | 1841  | 1846  | 1851  |
| ----- | ----- | ----- | ----- | ----- | ----- | ----- | ----- | ----- |
| 2 535 | 1 388 | 1 425 | 1 322 | 1 305 | 1 294 | 1 220 | 1 304 | 1 273 |

| 1856  | 1861  | 1866  | 1872  | 1876  | 1881  | 1886  | 1891  | 1896  |
| ----- | ----- | ----- | ----- | ----- | ----- | ----- | ----- | ----- |
| 1 231 | 1 318 | 1 292 | 1 363 | 1 391 | 1 346 | 1 127 | 1 100 | 1 156 |

| 1901  | 1906  | 1911  | 1921  | 1926  | 1931 | 1936 | 1946 | 1954 |
| ----- | ----- | ----- | ----- | ----- | ---- | ---- | ---- | ---- |
| 1 263 | 1 219 | 1 099 | 1 025 | 1 021 | 969  | 983  | 962  | 948  |

| 1962 | 1968 | 1975 | 1982 | 1990 | 1999 | 2004 | 2006 | 2009 |
| ---- | ---- | ---- | ---- | ---- | ---- | ---- | ---- | ---- |
| 883  | 842  | 848  | 810  | 752  | 800  | 844  | 847  | 852  |

| 2014 | 2019 | 2022 | - | - | - | - | - | - |
| ---- | ---- | ---- | - | - | - | - | - | - |
| 812  | 710  | 679  | - | - | - | - | - | - |

## Gastronomie
Gensac étant situé dans le Sud-Ouest de la France, la gastronomie est riche en plats locaux d'origine paysanne :
- Le patatas : il s'agit d'une panse de porc fourrée avec de la mie de pain, du lait, des œufs, de la viande maigre de porc (tête, oreilles, etc.) et cuite dans un bouillon de porc. L'origine du nom est obscure ; peut-être vient-elle du fait qu'une fois prête, la panse de porc ressemble à une grosse pomme de terre cuite (?)
- La fricassée de cochon.
- Le jimboura, soupe à base de boudin ou de sang, faite au moment où on tue et prépare le cochon.
- Les confits de canard.

## Héraldique
| Blason de Gensac | Blason  | De gueules à la serre d’aigle d’argent contournée en bande, à la filière du même. |
| Blason de Gensac | Détails | Le statut officiel du blason reste à déterminer.                                  |

## Tourisme

### Patrimoine religieux
- Église Notre-Dame, de facture néo-gothique, construite entre 1867 et 1878. Le portail XIIIe siècle a été récupéré sur une église ruinée. Le lutrin date du XVIIIe siècle.
- Le temple protestant construit au XIXe siècle.
- Le temple de l'Église Libre, également XIXe siècle.
- Quelques montjoies, refuges pour les pèlerins et pendant les guerres de religion, dans le village et aux alentours[Où ?].

### Patrimoine civil
- Le vieux village, rénové depuis les années 1990. Place de la Halle ; anneaux en pierre pour attacher les animaux de bât.
- La tour de l'Horloge, beffroi du village.
- La maison aux Chats datant du XIVe siècle.
- La maison à échauguette, XVIIe siècle.
- L'hôtel de ville et la chaire de Calvin.
- Plusieurs moulins à eau ou à vent.
- La « Maison du boulanger d'autrefois » abrite un musée d'art populaire qui retrace la vie rurale de 1850 à 1950.
- La maison à colombages, la seule du village, face à l'horloge, datant du XVIe siècle.

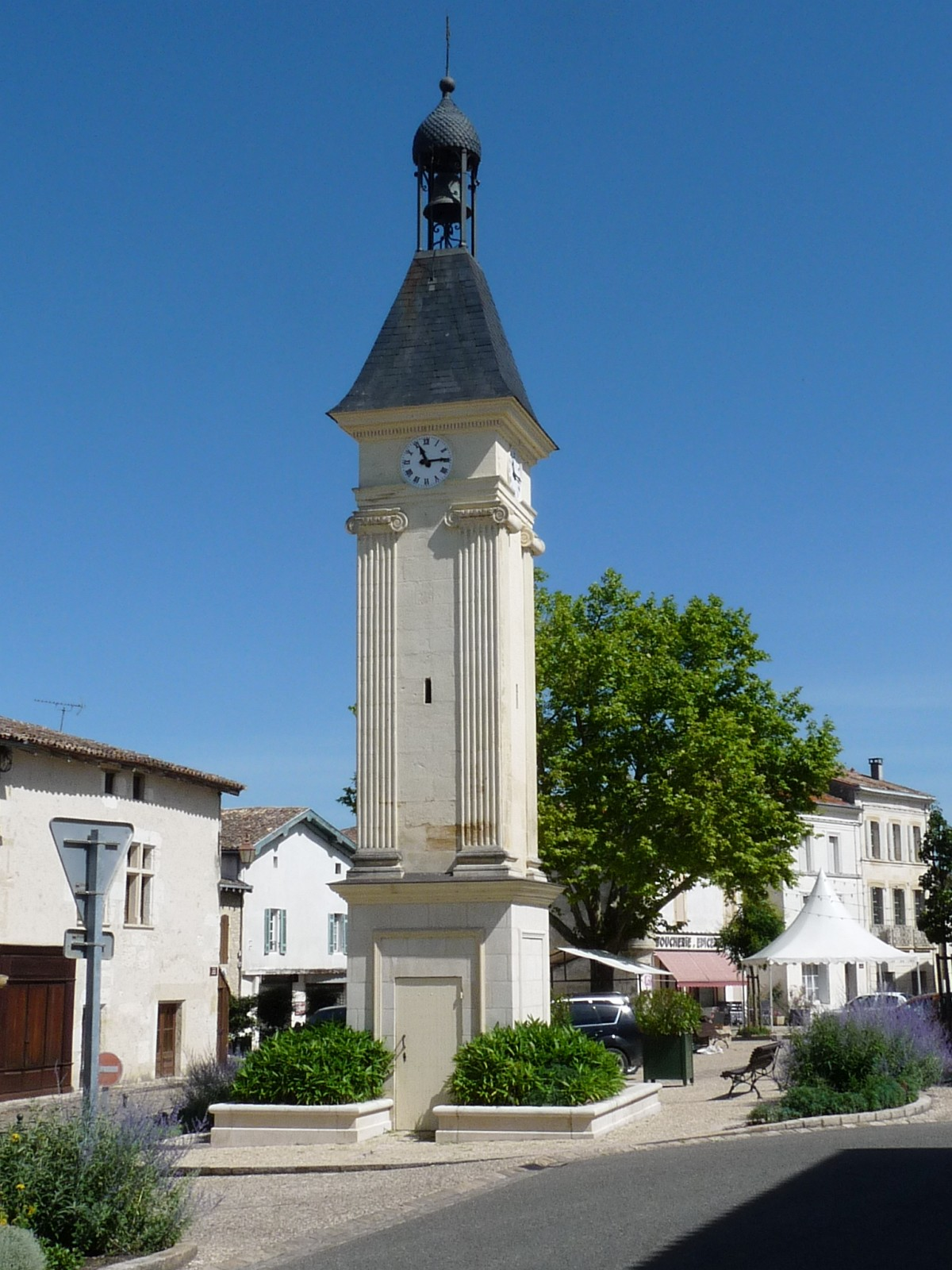
La tour de l'Horloge.
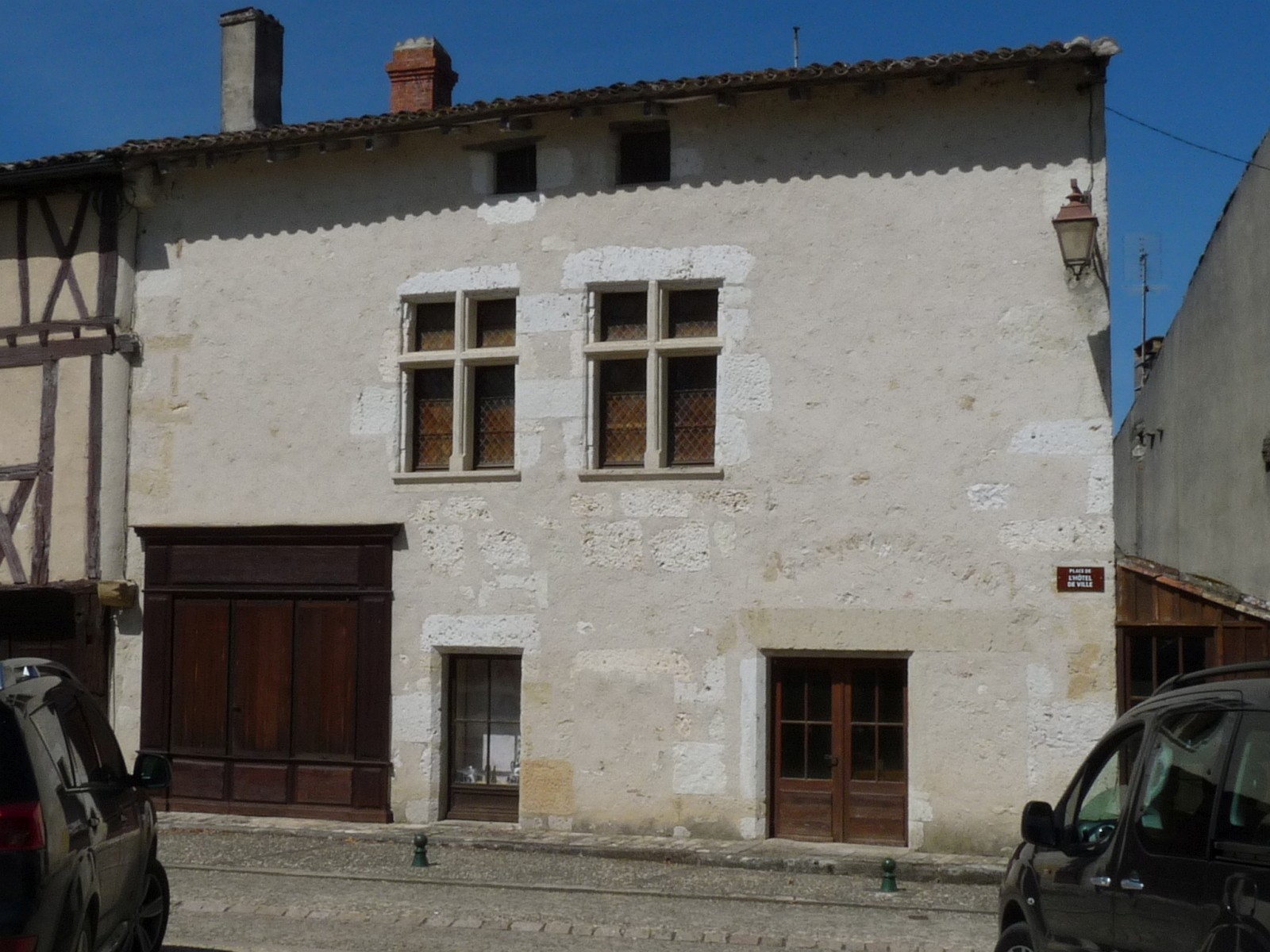
Maison musée du boulanger.
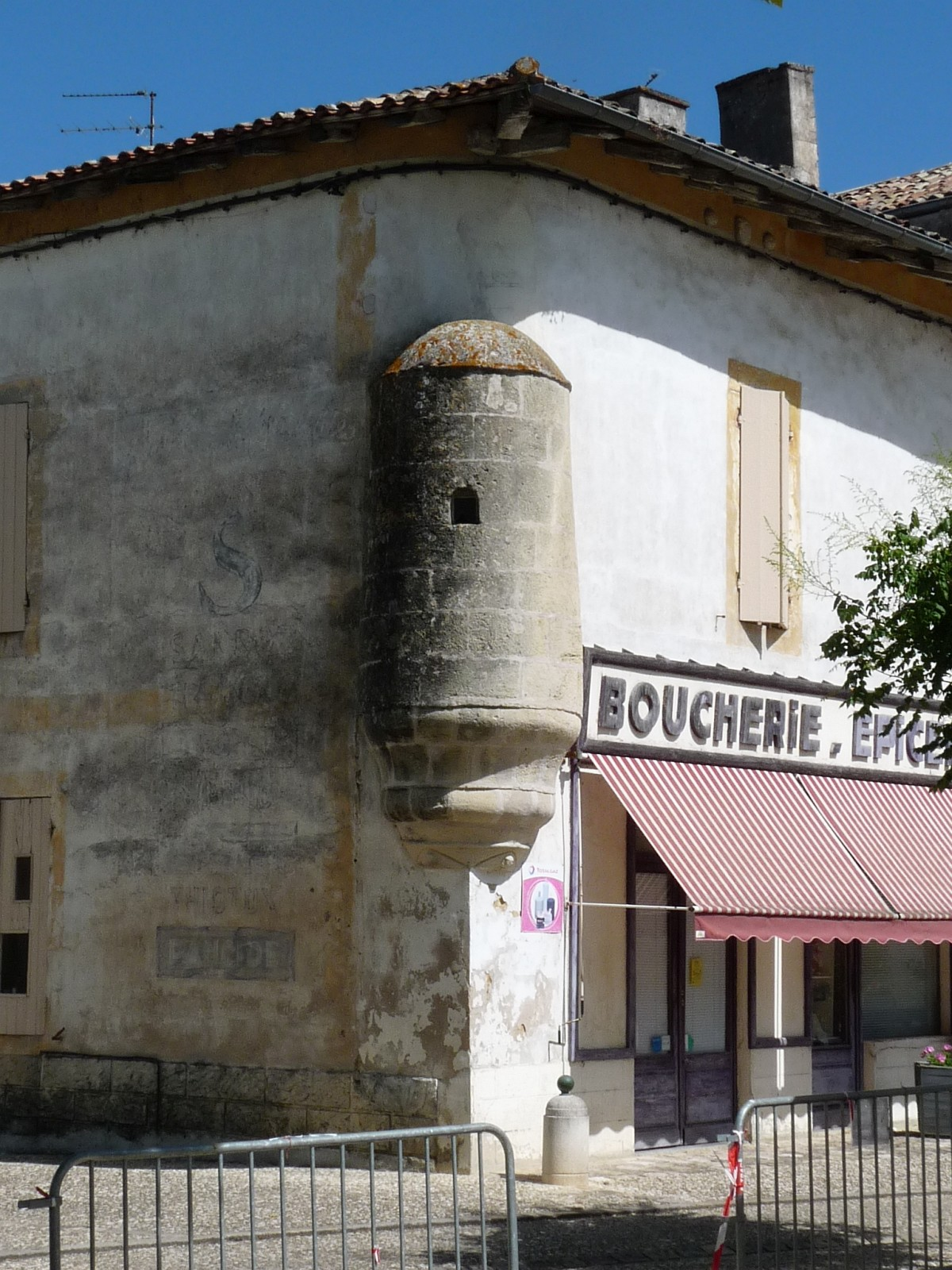
Maison à échauguette.
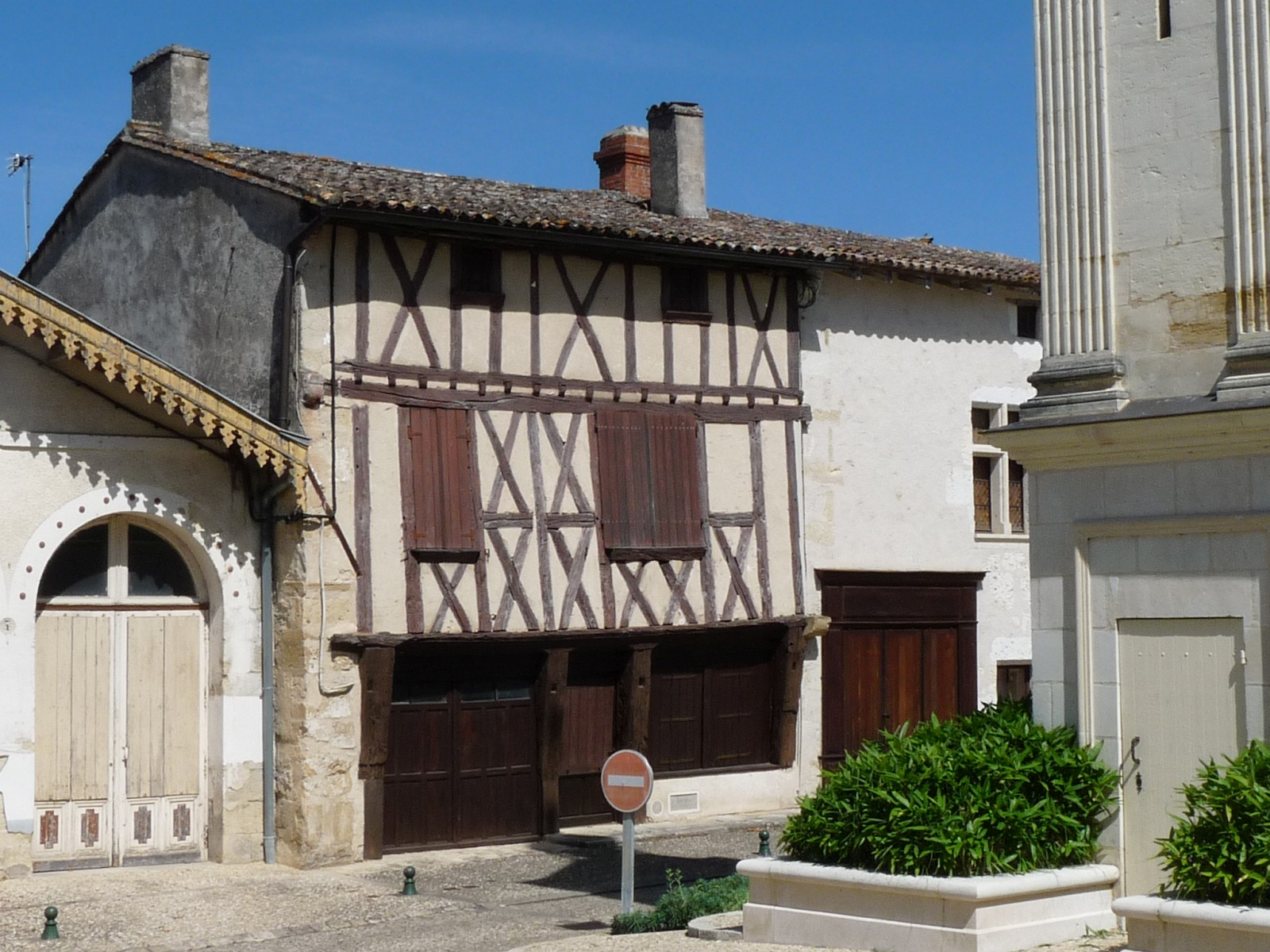
Maison à colombages.
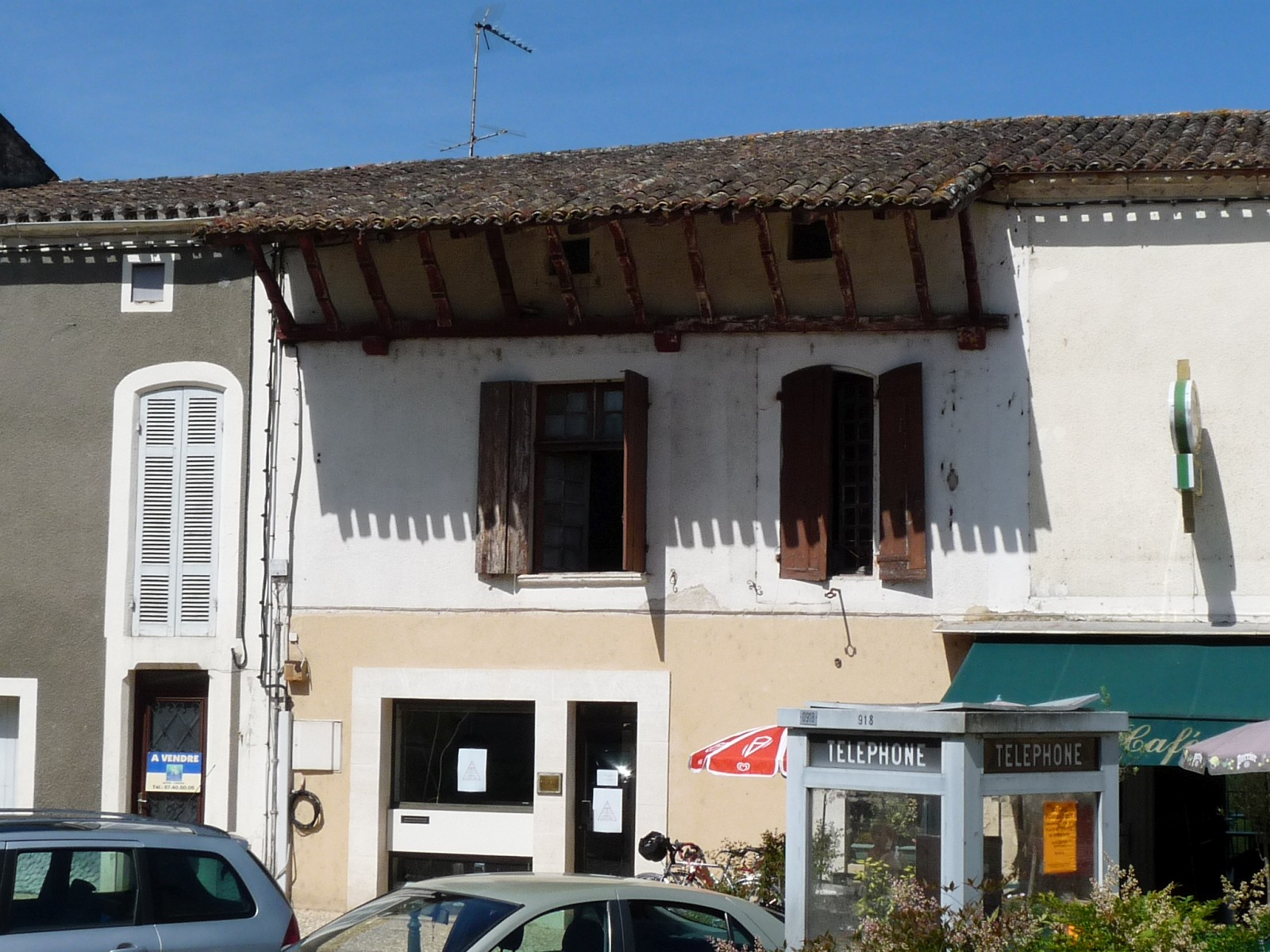
Maison à auvent.
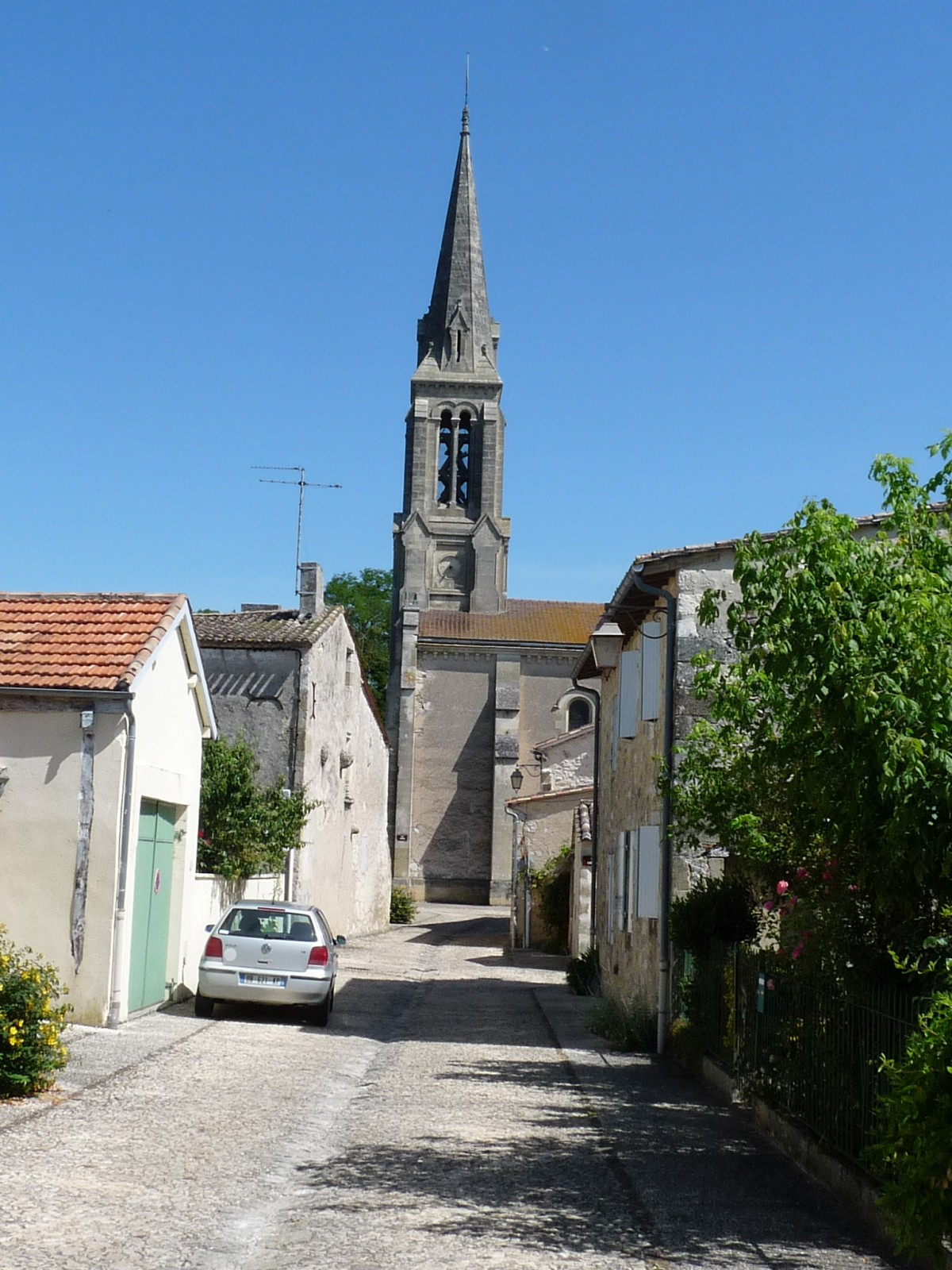
Rue du vieux village et l'église Notre-Dame.
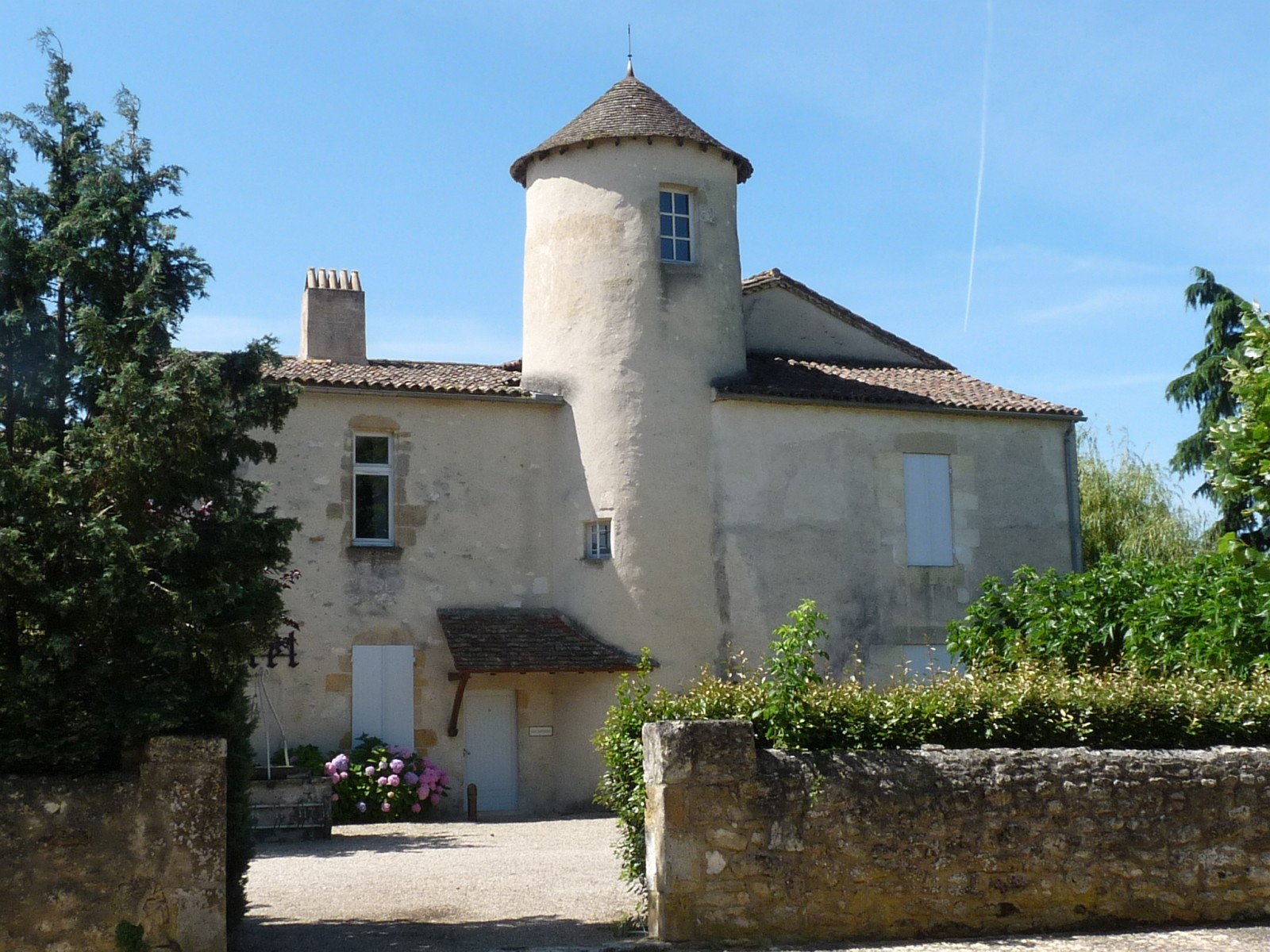
L'ancien presbytère.
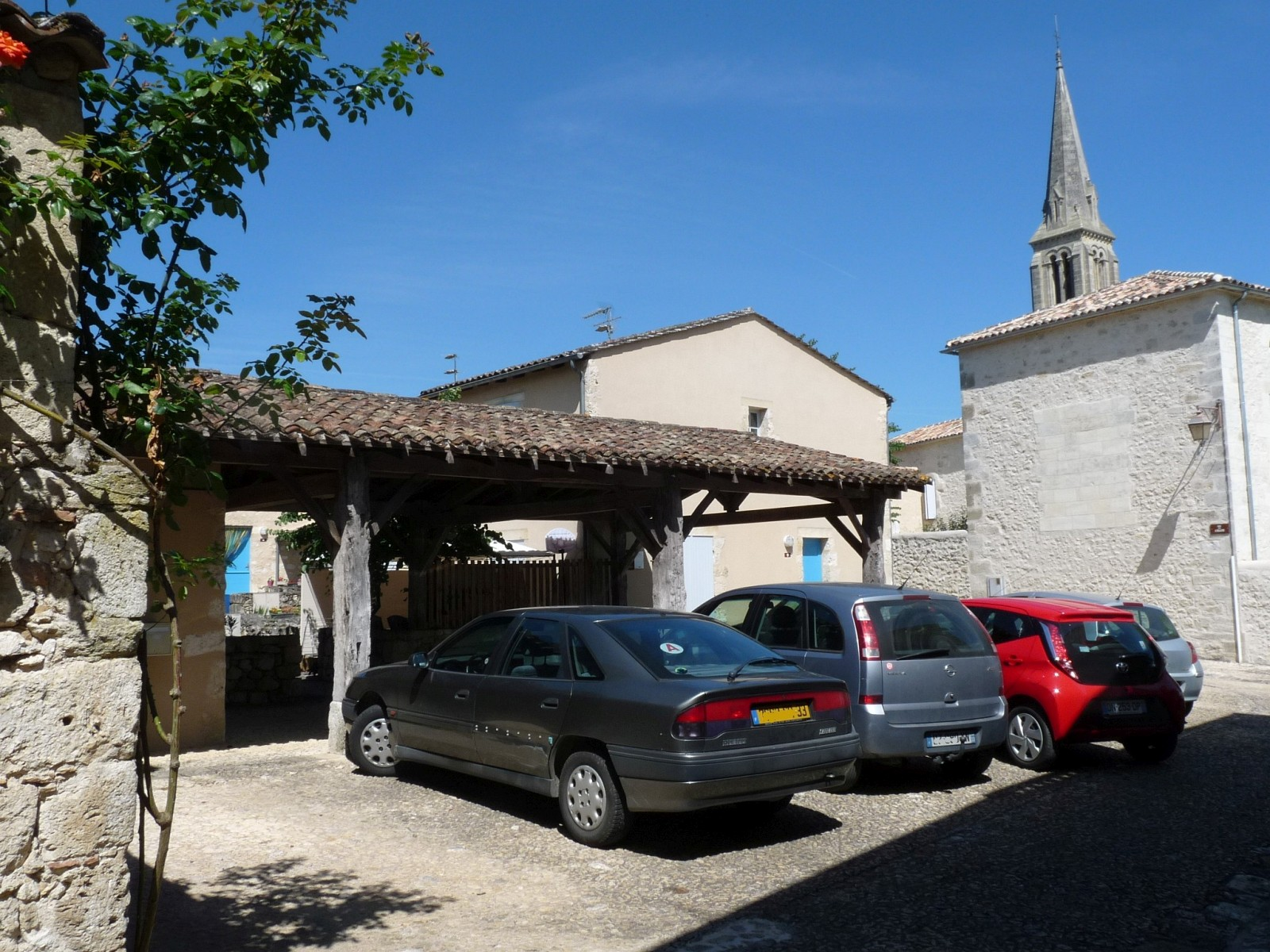
La vieille halle.

### Animations
- Médiathèque Raymond-Farré, rue Fromagère ;
- Randonnées pédestres, équestres et cyclistes ;
- Tennis ;
- Pêche en rivière de 1re catégorie ;
- Marché le vendredi matin ;
- Fêtes de la Pentecôte ;
- Festival du Mouton Ivre, partages de savoir-faire autour de la laine (dernier week-end de juin) ;
- Journées Particulières repas et animation, début août ;
- Brocante-vide-grenier 1er dimanche d'août centre bourg ;
- Festival de musique classique de l'Orchestre de chambre de la Gironde, fin juillet - début août.

## Religion
- Temple protestant ERF cultes réguliers.
- Église catholique cultes réguliers.

## Archives
- Registres paroissiaux et d'état civil : voir archives départementales de la Gironde en lignes et consultables en mairie à partir de 1823, jusqu'en 1938 (état-civil).
- Délibérations municipales